# Nadezhda Fedotova
Nadezhda Sergeyevna Glyzina-Fedotova (em russo:  Надежда Сергеевна Глызина-Федотова; Kirishi, 20 de maio de 1988) é uma jogadora de polo aquático russa, medalhista olímpica.

## Carreira
Fedotova disputou três edições de Jogos Olímpicos pela Rússia: 2008, 2012 e 2016. Seu melhor resultado foi a medalha de bronze nos Jogos do Rio de Janeiro.